# Musca ventrosa
Musca ventrosa är en tvåvingeart som beskrevs av Christian Rudolph Wilhelm Wiedemann 1830. Musca ventrosa ingår i släktet Musca och familjen husflugor. Inga underarter finns listade i Catalogue of Life.